# Fama
Fama er gudinden for berømmelse og sladder i romersk mytologi. Hun er datter af Tellus. Hendes attributter er en trompet og vinger.
I græsk mytologi har hun den knap så udbredte pendant Pheme. Var man velset af Fama, opnåede man berømmelse, derimod var hendes straf ondsindede rygter.
Hos Vergil optræder Fama flere gange, mest markant i Æneiden, hvor hun på Junos bud lader rygtet om, at Æneas og Dido har været sammen i en hule, sprede over hele Karthago, således at det også når Jupiter (via Jarbas)